# Veline (programma televisivo)
Veline è stato un programma televisivo creato da Antonio Ricci e trasmesso dal lunedì al sabato su Canale 5 in estate nella fascia dell'access prime time. Si prefiggeva l'obiettivo di selezionare le veline per l'edizione successiva di Striscia la notizia; nelle varie edizioni vi hanno preso parte anche numerose concorrenti che, pur non avendo ottenuto la vittoria finale, sono comunque diventate personaggi conosciuti nel mondo dello spettacolo.
Da Veline è stato ricavato, nel 2003, lo spin-off Velone, andato in onda anche nel 2010.

## Edizioni
| Edizione | Inizio         | Fine              | Conduttore    | Vincitrici                           | Sigla                               | Regia           | Studio                                                                      |
| -------- | -------------- | ----------------- | ------------- | ------------------------------------ | ----------------------------------- | --------------- | --------------------------------------------------------------------------- |
| 1        | 10 giugno 2002 | 21 settembre 2002 | Teo Mammucari | Elena Barolo e Giorgia Palmas        | Bimba Bum, interpretata dal Gabibbo | Fabio Calvi     | in esterna e Studio 11 del Centro di produzione Mediaset di Cologno Monzese |
| 2        | 7 giugno 2004  | 25 settembre 2004 | Teo Mammucari | Lucia Galeone e Vera Atyushkina      | Suda, interpretata dal Gabibbo      | Giuliano Forni  | in esterna e Studio 11 del Centro di produzione Mediaset di Cologno Monzese |
| 3        | 10 giugno 2008 | 20 settembre 2008 | Ezio Greggio  | Federica Nargi e Costanza Caracciolo | Bimba Bum, interpretata dal Gabibbo | Mauro Marinello | in esterna e Studio 20 del Centro di produzione Mediaset di Cologno Monzese |
| 4        | 11 giugno 2012 | 22 settembre 2012 | Ezio Greggio  | Alessia Reato e Giulia Calcaterra    | Bimba Bum, interpretata dal Gabibbo | Mauro Marinello | in esterna e Studio 20 del Centro di produzione Mediaset di Cologno Monzese |

### Prima edizione (2002)
La prima edizione di Veline va in onda dal 10 giugno al 21 settembre 2002 con la conduzione di Teo Mammucari, coadiuvato dal celebre pupazzo Gabibbo: vincitrici di questa edizione sono la bionda Elena Barolo e la mora Giorgia Palmas, le quali rimarranno sul bancone di Striscia per due edizioni del programma (2002-2003 e 2003-2004). Altre concorrenti di questa edizione diventate poi famose nel mondo dello spettacolo sono Ilaria Spada, Elisabetta Gregoraci, Andrea Delogu, Carlotta Mantovan, Barbara Petrillo, Elisabetta Liberale e Marysthell García Polanco. La sigla è la canzone Bimba Bum, interpretata dal Gabibbo: inoltre ha delle parti in italiano e in spagnolo, cantate da lui.

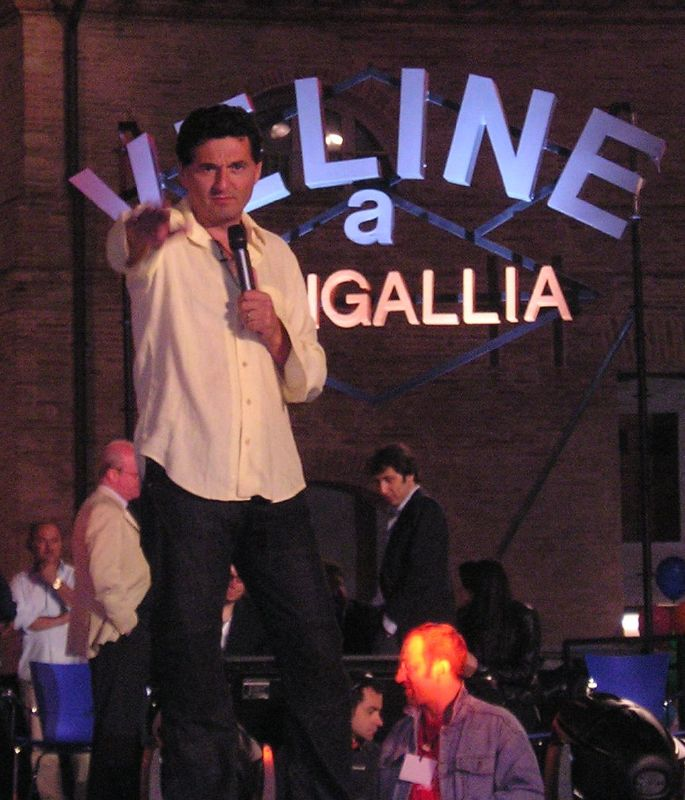
Teo Mammucari durante la conduzione della seconda edizione

### Seconda edizione (2004)
Il programma torna con la seconda edizione dal 7 giugno al 25 settembre 2004, sempre con la conduzione di Teo Mammucari e la partecipazione del Gabibbo, proponendo la stessa formula della precedente edizione: vincitrici sono la mora Lucia Galeone e la bionda Vera Atyushkina, che però avranno poco successo e saranno le prime veline ad essere sostituite dopo una sola edizione (2004-2005). Durante questa edizione (2004-2005) viene anche introdotta, dal 5 aprile 2005 fino al termine della stagione (11 giugno 2005), una terza velina, Emanuela Aurizi, detta "la velina extralarge" per le sue misure extralarge (nonostante le quali presentava comunque una notevole agilità nel ballo), per cercare di alzare gli ascolti di Striscia sottraendo telespettatori al gioco a premi di Rai 1 Affari tuoi, condotto da Paolo Bonolis, ma questa scelta, così come la contemporanea conduzione in multiproprietà, si rivela inutile, quindi Ricci decide di cambiare le veline ed anche il metodo di selezione, tornando al vecchio metodo, usato fino al 1999, dei casting tradizionali privati, a partire dal successivo mese di settembre, in vista della nuova edizione (2005-2006) di Striscia. 
Le prime nuove veline scelte dopo il ritorno al metodo tradizionale, la mora Melissa Satta (in seguito divenuta una delle veline more più famose) e la bionda Thais Souza Wiggers, resteranno nel loro ruolo per tre stagioni (2005-2006, 2006-2007, 2007-2008), anche se Thais sarà sostituita, causa gravidanza, da Veridiana Mallmann dal 7 gennaio 2008 fino al termine della stagione (7 giugno 2008). Tra le concorrenti di Veline 2004 troviamo Fatima Trotta e Sara Tommasi. La sigla invece è Suda, interpretata sempre dal Gabibbo: a differenza di Bimba Bum, il pupazzo canta con un testo interamente in spagnolo.

### Terza edizione (2008)
A distanza di quattro anni dalla precedente edizione, Veline torna su Canale 5 dal 10 giugno al 20 settembre 2008, condotto questa volta dallo storico conduttore di Striscia Ezio Greggio con la partecipazione di Nina Seničar, Matteo Troiano (meglio noto come il "Maestro Pavarotto") e il Gabibbo. Era presente anche la giuria, composta da quattro giornalisti e da un membro del mondo dello spettacolo come Paolo Limiti, Emilio Fede, Anna Falchi, Alessandro Cecchi Paone, Elisabetta Canalis, Luca Giurato, Sandra Milo, Fabrizio Trecca, Alba Parietti, Edoardo Raspelli, Rossella Brescia, Luciano Rispoli, Maddalena Corvaglia, Alfonso Signorini e Giucas Casella in qualità di presidente. Come le scorse stagioni, anche questa è itinerante e tocca tappe come Riccione, Caorle, Reggio Calabria e Norcia. La finale si svolge in diretta dallo studio 20 di Cologno Monzese il 18 settembre e incorona come vincitrici la mora Federica Nargi e la bionda Costanza Caracciolo, ottenendo il record (37,27%) di ascolti; la Nargi e la Caracciolo, rimaste a Striscia per ben quattro edizioni, sono attualmente al secondo posto nella classifica delle veline più longeve di Striscia, alle spalle di Shaila Gatta e Mikaela Neaze Silva. Altre concorrenti rimaste note di Veline 2008 sono Enrica Pintore, Laura Forgia, Cristina Del Basso, Cristina Buccino e Paola Caruso. In questa edizione viene ripristinata la sigla utilizzata nella prima (2002).

### Quarta edizione (2012)
Inizialmente la quarta (ed ultima) edizione del programma sarebbe dovuta tornare in onda a partire dal 6 giugno 2011, ma nella primavera 2011 (durante le polemiche legate al Rubygate, scandalo in cui era coinvolto Silvio Berlusconi ma non Antonio Ricci) Veline fu accusato dal Gruppo Editoriale L'Espresso (ostile a Berlusconi) di essere "il capofila ed emblema del sistema mediatico che lederebbe la dignità delle donne", quindi Antonio Ricci decise di annullarlo proponendo però, in modo provocatorio, un patto con la RAI che consisteva nel rinunciare alla successiva edizione di Miss Italia e al Gruppo Editoriale L'Espresso di rimuovere i settimanali D e Velvet, che secondo Ricci erano "il capofila ed emblema del presunto sistema mediatico che lederebbe la dignità delle donne". In caso contrario, la presenza a Striscia della bionda Costanza Caracciolo e della mora Federica Nargi sarebbe stata confermata anche per la stagione 2011-2012 di Striscia la notizia, cosa poi accaduta, visto che la RAI e il Gruppo Editoriale L'Espresso hanno respinto il patto. Inoltre, nell'autunno 2011 le veline cambiano provvisoriamente nome in "carline" come forma di ringraziamento provocatorio nei confronti dell'imprenditore Carlo De Benedetti, che, mantenendo D e Velvet aveva fatto rinnovare il contratto delle Veline.
A seguito di queste polemiche, quindi, la quarta edizione del programma viene posticipata di un anno (dal 2011 al 2012). Essa infatti va in onda (sempre in differita per le esigenze di risparmio di Mediaset in quel periodo storico) dall'11 giugno al 22 settembre 2012, nuovamente con la conduzione di Ezio Greggio affiancato dal Gabibbo con la partecipazione di Matteo Troiano. Le tappe di questa edizione di Veline sono state le seguenti: Ostuni, Alba Adriatica, Lignano Sabbiadoro, Acqui Terme, Andalo, Salsomaggiore e Riva del Garda. Era presente anche la giuria, composta ancora da quattro giornalisti e da un presidente membro del mondo dello spettacolo, come Umberto Brindani, Elena Barolo e tanti altri. La finalissima va in onda giovedì 20 settembre 2012 in prime time dallo studio 20 del Centro di produzione Mediaset di Cologno Monzese: le due vincitrici sono state la mora Alessia Reato e la bionda Giulia Calcaterra (già campionessa sportiva pluri-medagliata). Come nelle precedenti edizioni, le ultime due puntate (21 e 22 settembre) di Veline 2012 sono state dedicate alle monografie delle due nuove veline (prima la mora e poi la bionda), le quali sono salite sul bancone di Striscia la notizia a partire dal 24 settembre, per una sola stagione (2012-2013). Tra le concorrenti di Veline 2012 troviamo anche Valentina Bonariva, Carlotta Maggiorana (vincitrice in seguito di Miss Italia 2018), Nicole Mazzocato, Rosa Perrotta, Nikita Pelizon e Giulia Salemi. Anche in questa edizione la sigla è la stessa del 2002.